# Forte de Inbiassape
O Forte de Inbiassape teria sido uma estrutura fortificada localizada na antiga baía dos Patos, ao sul da ilha de Santa Catarina, no litoral do estado homônimo, no Brasil.

## História
A descrição do local tem como referência básica a obra de Hans Staden Descrição verdadeira de um país de selvagens nus, ferozes e canibais, situado no Novo Mundo, América, publicado originalmente em Marburgo (1557), e conhecido no Brasil pelo título Duas viagens ao Brasil.
Em sua segunda viagem ao Brasil (1550-1555), integrando a expedição espanhola ao rio da Prata sob o comando do capitão Juan de Salazar y Espinosa, Staden aportou à Baía Sul da ilha de Santa Catarina em 25 de novembro de 1550, fazendo contato com um espanhol de Bilbao chamado Juan Hernández Vizcaino, que habitava com os Carijós no aldeamento de Acutia (Cutia), no continente, na altura do estreito. Neste trecho, embora Staden não seja claro, através de outros documentos da época (carta de Domingo Martínez de Irala de 25 de julho de 1555 e do Capitão Salazar, da capitania de São Vicente, em 25 de junho de 1553), depreende-se que, saídos da ilha de Santa Catarina aprovisionados para seis meses, a embarcação maior naufragou na barra do Viaçá, ficando, desta forma, impedido o prosseguimento da expedição para Assunção, no rio da Prata. Os sobreviventes viram-se obrigados a permanecer na região por dois anos - presumivelmente tendo erguido algum tipo de estrutura temporária para a sua defesa -, tendo-se esgotado, com o termpo, os objetos para o escambo por mantimentos com os indígenas. Passaram por muitos perigos e privações.
No local, foi construída uma pequena embarcação e o grupo se dividiu: o grupo maior seguiu por terra para Assunção, auxiliado por alguns indígenas. O grupo menor seguiu por mar na embarcação construída, em busca de auxílio no estabelecimento português em São Vicente.
No capítulo doze do livro, Staden narra: Saímos, pois, do porto de Imbeaçã-pe, que fica a 28 graus e meio de latitude Sul e alcançamos, depois de dois dias pouco mais ou menos e de uma viagem de cerca de quarenta milhas, uma ilha, a dos Alcatrazes.
A expressão utilizada por Staden no original é "hauingen Inbiassape", traduzida na edição de 1930 da Academia Brasileira de Letras como "forte", mas em outras edições como "porto". A polêmica prossegue uma vez que, em seu mapa, localiza-o na altura da atual cidade de Laguna, mencionando 28 graus e meio de latitude Sul, ao passo que outros autores associam-no à baía dos Patos, na ilha de Santa Catarina.